# Масоха, Лаврентий Емельянович
Лаврентий Емельянович Масоха (1909—1971) — советский актёр театра и кино, младший брат актёра Петра Масохи. Заслуженный артист РСФСР (1969).

## Биография
Лаврентий Масоха родился 23 августа 1909 года в селе Плюваки Киевской губернии (ныне — Первомайское Черкасской области, Украина) в крестьянской семье. Вскоре после рождения сына семья переехала в Киев. Трудовой путь Лаврентий начал в шестнадцать лет модельщиком в литейном цехе.
В 19 лет поступил на режиссёрский факультет Киевского музыкально-драматического института им. Н. В. Лысенко. После окончания в 1931 году института в течение года был ассистентом режиссёра на Киевской киностудии. В 1932 году поступил в актёрскую труппу Украинского драматического театра им. И. Франко. Играл в этом театре до 1940 года. После Великой Отечественной войны — актёр Театра-студии киноактёра в Москве (1945-57 гг.). С 1957 года — актёр киностудии им. М. Горького.
В кино — с 1929 года. Первой значительной работой стала роль Макара Ляготина в «Большой жизни». После роли анархиста в фильме «Щорс» и целого ряда образов фашистов в фильмах «Танкисты», «Ночь над Белградом», «По тонкому льду» и др. за Лаврентием Масохой закрепилось амплуа исполнителя отрицательных ролей в советском кинематографе.
Скоропостижно скончался  20 июня 1971 года в Москве. В это время он снимался в фильме «Семнадцать мгновений весны» в эпизодической роли и за несколько дней до кончины получил нагоняй, который артисту устроила режиссёр Татьяна Лиознова.
Похоронен в Киеве на Байковом кладбище (участок № 3).

## Фильмография
1. 1929 — Комсомолия — Пётр, комсомолец
2. 1931 — Кармелюк — Иван
3. 1931 — Секрет — Василий
4. 1931 — Итальянка — шахтёр
5. 1934 — Моё — "Офицер"
6. 1934 — Молодость -- "Мишка"
7. 1936 — Я люблю — половой
8. 1939 — Щорс — анархист
9. 1939 — Всадники — партизан
10. 1939 — Большая жизнь (1 серия) — Макар Ляготин
11. 1941 — Мать — Василий
12. 1942 — Боевой киносборник № 8 — Макс, фашистский унтер-офицер
13. 1942 — Боевой киносборник № 11 — партизан
14. 1942 — Александр Пархоменко — ординарец
15. 1943 — Жди меня — эпизод
16. 1943 — Два бойца — Окулита
17. 1944 — Поединок — Зубков
18. 1945 — Это было в Донбассе — матрос / подпольщик / парень с гармошкой
19. 1946 — Большая жизнь (2 серия) — Макар Ляготин
20. 1947 — Рядовой Александр Матросов — Петров
21. 1949 — Сталинградская битва — Глушенко
22. 1950 — В мирные дни — Штунц
23. 1951 — Тарас Шевченко — Костомаров
24. 1954 — Об этом забывать нельзя — Бойко
25. 1956 — Без вести пропавший — провокатор
26. 1957 — Правда — националист
27. 1958 — Гроза над полями
28. 1958 — На зелёной земле моей — Кирилюк
29. 1958 — Олеко Дундич — трактирщик
30. 1961 — Любушка — Михал Михалыч Груздев
31. 1962 — Армагеддон — Обрежа
32. 1964 — Они шли на Восток — партизан
33. 1966 — Их знали только в лицо — Логунов, директор театра
34. 1966 — По тонкому льду — гауптман Фробль
35. 1967 — Марианна — советский генерал
36. 1967 — Прямая линия
37. 1967 — Софья Перовская — жандармский офицер
38. 1968 — Разведчики — Карлоши
39. 1968 — Крах — Шевченко
40. 1969 — Повесть о чекисте — вербовщик
41. 1969 — Сердце Бонивура — Бураковский
42. 1970 — Отзвуки прошлого — "Виктор Михайлович (нет в титрах)
43. 1970 — Семья Коцюбинских — Грушевский
44. 1971 — Корона Российской империи, или Снова неуловимые — эмигрант
45. 1973 — Семнадцать мгновений весны — штандартенфюрер СС Шольц, адъютант группенфюрера СС Мюллера